# 谢尔盖·安德罗诺夫
谢尔盖·弗拉基米罗维奇·安德罗诺夫（俄语：Сергей Владимирович Андронов，1989年7月19日—）生于奔萨，是一名俄罗斯男子冰球运动员，场上位置是右边锋。他加入的第一家职业俱乐部是Lada Togliatti。2009年，他在NHL选秀中取得第78顺位，被圣路易斯蓝调选中。在NHL待了数年后，他于2014年8月4日加入莫斯科中央陸軍冰球俱樂部。2022年，他离开莫斯科中央陆军，加入雅罗斯拉夫尔火车头。